# Silbercyanamid
Silbercyanamid ist eine chemische Verbindung und ein zum Kalkstickstoff analoges Salz. Es wird auch Disilbercyanamid genannt, weil zwei Silber-Ionen auf ein doppelt negativ geladenes Cyanamid-Ion kommen.

## Geschichte
Die früheste Erwähnung in der Literatur geht auf E. Drechsel zurück, der 1877 postulierte, dass sich das Silbercyanamid wie bei den entsprechenden Alkali- und Erdalkalimetallen aus dem Silbercyanat durch Erhitzung bilden sollte. Das Problem an dieser Synthese war jedoch, dass die Zersetzungstemperaturen von Silbercyanat und Silbercyanamid so nahe beieinander liegen, dass die Zersetzung schwer kontrollierbar ist. Er zeigte in derselben Veröffentlichung daher einen anderen Syntheseweg, bei dem er Silbernitrat als Silberquelle einsetzte und dieses mit Calciumbicyanamid Ca(HCN2)2 in wässriger Lösung reagieren ließ. Es bildete sich neben dem Silbercyanamid auch Calciumnitrat und Salpetersäure.

## Anwendung
Silbercyanamid kann als Edukt für die Synthese von Cyanamid oder für Methylcarbamimidat verwendet werden.